# Characodoma protrusum
Characodoma protrusum är en mossdjursart som först beskrevs av Thornely 1905.  Characodoma protrusum ingår i släktet Characodoma och familjen Cleidochasmatidae. Inga underarter finns listade i Catalogue of Life.